# James Houston Thomas
James Houston Thomas (* 22. September 1808 im Iredell County, North Carolina; † 4. August 1876 in Fayetteville, Tennessee) war ein US-amerikanischer Politiker der Demokratischen Partei. Er vertrat den sechsten Wahldistrikt von Tennessee im US-Repräsentantenhaus.
Thomas besuchte die Dorfschulen und graduierte 1830 am Jackson College in Columbia. Anschließend studierte er Jura, wurde 1831 als Anwalt zugelassen und begann dann als Anwalt in Columbia zu praktizieren. Später bekleidete er von 1836 bis 1842 das Amt des Attorney General von Tennessee.
Er wurde als Demokrat in den 30. und den 31. Kongress gewählt. 1850 kandidierte er erfolglos für den 32. Kongress, wurde aber später in den 36. Kongress gewählt. Er war vom 4. März 1847 bis zum 3. März 1851 im Kongress tätig sowie später vom 4. März 1859 bis zum 3. März 1861. Ferner vertrat er Tennessee als Delegierter im Provisorischen Konföderiertenkongress. Nach dem Bürgerkrieg nahm Thomas wieder seine Tätigkeit als Anwalt in Columbia auf. Er starb am 4. August 1876 in Fayetteville und wurde auf dem St. John's Cemetery in Ashwood beigesetzt.